# 般若院 (徳島市)
般若院（はんにゃいん）は、徳島県徳島市に位置する高野山真言宗の寺院である。山号は法輪山。寺号は大空寺。本尊は釈迦如来。
徳島二十四ヶ所地蔵霊場6番札所。阿波秩父観音霊場番外札所。

## 歴史
猪山（城山）麓にあり徳島城の鬼門の寺だったが、慶長元年（1596年）に現在の位置に移る。その後、天台宗から真言宗に改宗。
勝瑞（板野郡藍住町）に般若院という寺院が存在したが、当寺との関係は不明であるが、勝瑞から移転したという伝承もある。

## 前後の札所
阿波秩父観音霊場
- 佛蹟山 佛石庵（番外札所）
徳島県勝浦郡勝浦町三渓

※番外札所は本寺と佛蹟山 佛石庵のみである。

## 交通
- JR徳島駅から徒歩約11分。